# The Deep
Pour les articles homonymes, voir Deep.
The Deep est un film inachevé tourné par Orson Welles entre 1966 et 1969 avec comme directeur de la photographie principal, Willy Kurant.
Il s'agit d'une adaptation de Dead Calm, le roman de Charles Williams : Welles décide d'une mise en scène qui se déroule principalement sur un bateau, au large de la Yougoslavie. La pellicule utilisée est en couleurs. 
Parmi les interprètes : Orson Welles, Jeanne Moreau, Laurence Harvey, Oja Kodar, et Michael Bryant.
Le tournage est suspendu en 1970. Trois ans plus tard, Laurence Harvey meurt. Depuis, le négatif des rushes semble perdu mais il existerait deux copies positives en couleurs, non montées.
Le roman Williams donna lieu à une autre adaptation en 1989 par Phillip Noyce, sortie sous le titre Calme blanc.